# Gertrud Dorka
Gertrud Dorka (* 19. März 1893 in Orlau im Landkreis Neidenburg; † 14. Februar 1976 in Berlin) war eine deutsche Lehrerin und Prähistorikerin. Sie war die erste Direktorin eines Staatlichen Museums in Deutschland.

## Leben und Werk
Gertrud Dorka besuchte die Höhere Mädchenschule und wurde anschließend in Königsberg (Ostpreußen) zur Lehrerin ausgebildet. 1914 kam sie nach Berlin, wurde in Pankow angestellt und besuchte nebenher Vorlesungen an der Berliner Universität zur Vor- und Frühgeschichte, u. a. bei Albert Kiekebusch, dem späteren Leiter des Märkischen Museums. Sie wurde 1936 an der Universität Kiel bei Gustav Schwantes promoviert, konnte aber keine Stelle antreten, da sie den hierfür notwendigen Eintritt in die NSDAP ablehnte. Sie ging deshalb nach Pankow zurück und wirkte dort bis August 1947 als Lehrerin. Von 1943 bis 1946 begleitete sie die Evakuierung Berliner Schulklassen nach Zeitz.
Gertrud Dorka organisierte ihre erste Ausstellung zu vor- und frühgeschichtlichen Themen im Jahr 1926. Mit Wirkung zum 1. September 1947 wurde sie zur Direktorin des Ehemals Staatlichen Museums für Vor- und Frühgeschichte Berlin (heute: Museum für Vor- und Frühgeschichte in Berlin), das sie bis zum 31. März 1958 leitete. Während dieser Zeit waren die Kriegsschäden zu beheben, was darauf hinauslief, zahlreiche verschüttete Funde zum zweiten Mal zu bergen und zu sichern. Sie holte ausgelagerte Funde aus Lebus und Celle wieder zurück nach Berlin. Gleichzeitig war sie Leiterin des Referats für Bodendenkmalpflege von Groß-Berlin.
1961 publizierte Dorka eine erste systematische Übersicht zu den frühgeschichtlichen Funden im Berliner Bezirk Neukölln.
Sie war Mitglied in der Brandenburgia (Gesellschaft für Heimatkunde der Provinz Brandenburg, später: Gesellschaft für Heimatkunde und Heimatschutz in der Mark Brandenburg), in der Archäologischen Gesellschaft zu Berlin, in der Berliner Gesellschaft für Anthropologie, Ethnologie und Urgeschichte sowie in der Landesgeschichtliche Vereinigung zu Berlin. Mit dem Deutschen Archäologischen Institut war sie als Korrespondierendes Mitglied verbunden. Nach ihrer Pensionierung engagierte Gertrud Dorka sich im Deutschen Akademikerinnenbund als Vorsitzende der Gruppe Berlin und in ostpreußischen Vertriebenenverbänden.
In Berlin ist der Gertrud-Dorka-Weg in Rudow nach ihr benannt.

## Schriften
- Urgeschichte des Weizacker-Kreises Pyritz. Saunier, Stettin 1939 (Schriften aus dem Pommerschen Landesmuseum in Stettin; 1) (Zugl.: Kiel, Univ., Diss., 1939).
- Archäologische Funde im ostdeutschen Raum. Bundesministerium für Gesamtdeutsche Fragen, Bonn 1951.
- Britzer Bier aus der Völkerwanderungszeit. In: Berliner Blätter für Vor- und Frühgeschichte. Bd. 1 (1952), Heft 1, S. 10–16.
- Funde aus der vorrömischen Eisenzeit aus Berlin-Britz. In: Berliner Blätter für Vor- und Frühgeschichte. Bd. 2 (1953), Heft 2/3, S. 29–61.
- Funde der vorrömischen Eisenzeit in Berlin und seiner weiteren Umgebung. In: Berliner Blätter für Vor- und Frühgeschichte. Bd. 2 (1953), Heft 4, S. 85–112.
- Funde der vorrömischen Eisenzeit in Berlin und seiner weiteren Umgebung : II. Weitere Umgebung Berlins. In: Berliner Blätter für Vor- und Frühgeschichte. Bd. 3 (1954), Heft 2, S. 33–57.
- Die Wiedereröffnung des Berliner Museums für Vor- und Frühgeschichte. In: Berliner Blätter für Vor- und Frühgeschichte. Bd. 3 (1954), Heft 3, S. 89–96.
- 40 Jahre siedlungsarchäologische Übungen und Studien in Berlin : Aus der Geschichte des "Seminars", begründet von Albert Kiekebusch im Jahre 1915. Berliner Blätter für Vor- und Frühgeschichte.. Bd. 4 (1955), Heft 3/4, S. 73–80.
- mit Max Krügel: Die vor- und frühgeschichtlichen Funde der Bezirke 1 bis 6 von Berlin. In: Berliner Blätter für Vor- und Frühgeschichte. Bd. 5 (1956), Heft 3/4, S. 57–102, S. 105–141.
- Die vor- und frühgeschichtlichen Altertümer des Bezirks Berlin-Neukölln. Mier & Glasemann, Berlin-Neukölln 1961 (Die Altertümer Neuköllns).
- Eine Grube mit Trichterbechern aus Berlin-Britz. In: Berliner Blätter für Vor- und Frühgeschichte. Bd. 9 (1960), S. 35–46.